# Alehof
Alehof är en klubb med orientering, skidor och terränglöpning på programmet. Klubben bildades 1945 och har omkring 500 medlemmar. Verksamheten bedrivs i Kilanda i Ale kommun norr om Göteborg. 
OK Alehof är Ales enda orienteringsklubb och har sedan 1967 framställt 75 st orienteringskartor främst i kommunens två vildmarksområden Vättlefjäll och Risveden. Alehofs klubbstuga ligger i Dammekärr, strax öster om Nödinge. Här finns också flera motionsspår och om vintrarna beläggs en del av spåren med konstsnö vid snöbrist. Detta gör Dammekärr till ett av mycket få motionsområden i Göteborgsområdet med konstsnötillverkning.
Klubben har gjort sig känd som en flitig arrangörsklubb med över 80 nationella och distriktstävlingar under de senaste 25 åren De största arrangemangen är klassiska SM 1980, etapp 1 under O-Ringen 1990 samt finalen i Elitserien 2000. OK Alehof har alltid satsat på att ha en framstående ungdomsverksamhet och det har också givit många fina resultat på ungdoms- och juniorsidan. Klubben har goda SM-placeringar genom åren med Anders Johanssons SM-seger 1994 på klassiska distansen i H 20 som toppnotering. Alehof har också vid två tillfällen erhållit Skogssportens Gynnares utmärkelse ”Silverkotten”. Den mest framskjutande placeringen i kavle-sammanhang kom 1997, då klubbens herrlag tog en åttondeplats på 10-mila. Överraskande men välförtjänt, då nio av lagets tio löpare var helt egna produkter i åldern 20-24 år. 
I slutet av 1990-talet var klubbens skidorienterande herrseniorer i Sverigetoppen på kavlar med bland andra Jimmy Birklin i laget. 
I klubbens tredje idrottsgren, terränglöpning, är klubbens toppnoteringar Kristian Algers med två SM-segrar i M–22 åren 1995 och 1997 och även lagguld år 1995.